# Đội tuyển bóng đá quốc gia Guyane thuộc Pháp
Đội tuyển bóng đá quốc gia Guyane thuộc Pháp (tiếng Pháp: Équipe de Guyane de football) là đội tuyển cấp quốc gia của Guyane thuộc Pháp do Liên đoàn bóng đá Guyane quản lý.

## Cúp Vàng CONCACAF
| Cúp Vàng CONCACAF | Cúp Vàng CONCACAF        | Cúp Vàng CONCACAF        | Cúp Vàng CONCACAF        | Cúp Vàng CONCACAF        | Cúp Vàng CONCACAF        | Cúp Vàng CONCACAF        | Cúp Vàng CONCACAF        | Cúp Vàng CONCACAF        |
| Năm               | Thành tích               | Hạng                     | Pld                      | W                        | D                        | L                        | GF                       | GA                       |
| ----------------- | ------------------------ | ------------------------ | ------------------------ | ------------------------ | ------------------------ | ------------------------ | ------------------------ | ------------------------ |
| 1991 đến 2000     | Không vượt qua vòng loại | Không vượt qua vòng loại | Không vượt qua vòng loại | Không vượt qua vòng loại | Không vượt qua vòng loại | Không vượt qua vòng loại | Không vượt qua vòng loại | Không vượt qua vòng loại |
| 2002 đến 2003     | Không tham dự            | Không tham dự            | Không tham dự            | Không tham dự            | Không tham dự            | Không tham dự            | Không tham dự            | Không tham dự            |
| 2005              | Không vượt qua vòng loại | Không vượt qua vòng loại | Không vượt qua vòng loại | Không vượt qua vòng loại | Không vượt qua vòng loại | Không vượt qua vòng loại | Không vượt qua vòng loại | Không vượt qua vòng loại |
| 2007 đến 2011     | Không tham dự            | Không tham dự            | Không tham dự            | Không tham dự            | Không tham dự            | Không tham dự            | Không tham dự            | Không tham dự            |
| 2013 đến 2015     | Không vượt qua vòng loại | Không vượt qua vòng loại | Không vượt qua vòng loại | Không vượt qua vòng loại | Không vượt qua vòng loại | Không vượt qua vòng loại | Không vượt qua vòng loại | Không vượt qua vòng loại |
| 2017              | Vòng bảng                | 12/14                    | 3                        | 0                        | 0                        | 3                        | 2                        | 10                       |
| 2019 đến 2021     | Không vượt qua vòng loại | Không vượt qua vòng loại | Không vượt qua vòng loại | Không vượt qua vòng loại | Không vượt qua vòng loại | Không vượt qua vòng loại | Không vượt qua vòng loại | Không vượt qua vòng loại |
| Tổng cộng         | 1 lần vòng bảng          | 1/14                     | 3                        | 0                        | 0                        | 3                        | 2                        | 10                       |

## Đội hình hiện tại
Đây là đội hình 23 cầu thủ tham dự CONCACAF Nations League 2019-20.
| Số | VT | Cầu thủ                 | Ngày sinh (tuổi)            | Trận | Bàn | Câu lạc bộ             |
| -- | -- | ----------------------- | --------------------------- | ---- | --- | ---------------------- |
| 1  | TM | Noha Pulcherie          | 19 tháng 6, 2001 (17 tuổi)  | 0    | 0   | SC Bastia              |
| 22 | TM | Jean-Banuel Petit-Homme | 10 tháng 8, 1990 (28 tuổi)  | 7    | 0   | Le Geldar              |
| 23 | TM | Simon Lugier            | 2 tháng 8, 1989 (29 tuổi)   | 3    | 0   | US Boulogne            |
|    |    |                         |                             |      |     |                        |
| 14 | HV | Gregory Lescot          | 10 tháng 5, 1989 (30 tuổi)  | 20   | 0   | OC Vannes              |
| 3  | HV | Marvin Torvic           | 5 tháng 1, 1988 (31 tuổi)   | 30   | 1   | Étoile Matoury         |
| 13 | HV | Marc Rifort             | 25 tháng 8, 1985 (33 tuổi)  | 0    | 0   | US Matoury             |
| 18 | HV | Jean-David Legrand      | 23 tháng 2, 1991 (28 tuổi)  | 21   | 1   | Lege-Cap-Ferret        |
| 13 | HV | Josué Albert            | 21 tháng 1, 1992 (27 tuổi)  | 2    | 0   | Clermont Foot          |
| 21 | HV | Gary Marigard           | 6 tháng 1, 1988 (31 tuổi)   | 18   | 0   | Iris Club de Croix     |
| 5  | HV | Dylan Adam              | 7 tháng 11, 1998 (20 tuổi)  | 7    | 0   | Étoile Matoury         |
|    |    |                         |                             |      |     |                        |
| 16 | TV | Régis Léveillé          | 10 tháng 8, 1994 (24 tuổi)  | 2    | 0   | Tulle Football         |
| 4  | TV | Rhudy Evens             | 13 tháng 2, 1988 (31 tuổi)  | 47   | 7   | US Matoury             |
| 20 | TV | Marvin Desmangles       | 7 tháng 11, 1987 (31 tuổi)  | 0    | 0   | CSC de Cayenne         |
| 7  | TV | Thomas Vancaeyezeele    | 27 tháng 7, 1994 (24 tuổi)  | 3    | 0   | Pittsburgh Riverhounds |
|    |    |                         |                             |      |     |                        |
| 14 | TĐ | Frantz Atoukou          | 20 tháng 7, 1995 (23 tuổi)  | 0    | 0   | La Roche VF            |
| 17 | TĐ | Loic Roman              | 22 tháng 9, 1988 (30 tuổi)  | 1    | 0   | Agouado                |
| 10 | TĐ | Joffrey Torvic          | 13 tháng 11, 1990 (28 tuổi) | 7    | 2   | AS Beauvais Oise       |
| 11 | TĐ | Arnold Abelinti         | 9 tháng 9, 1991 (27 tuổi)   | 11   | 3   | AS Yzeure              |
| 19 | TĐ | Thomas Issorat          | 3 tháng 9, 1993 (25 tuổi)   | 3    | 1   | Remire                 |
| 21 | TĐ | Alex Éric               | 21 tháng 9, 1990 (28 tuổi)  | 8    | 1   | Matoury                |

### Triệu tập gần đây
| Vt | Cầu thủ           | Ngày sinh (tuổi)  | Số trận | Bt | Câu lạc bộ | Lần cuối triệu tập |
| -- | ----------------- | ----------------- | ------- | -- | ---------- | ------------------ |
| TM | Donovan Léon      | 3 tháng 11, 1992  | 19      | 0  | Brest      | {{{lần cuối}}}     |
|    |                   |                   |         |    |            |                    |
| HV | Yoann Salmier     | 21 tháng 11, 1992 | 1       | 0  | Troyes AC  | {{{lần cuối}}}     |
| HV | Anthony Soubervie | 24 tháng 4, 1984  | 12      | 1  | FC Chambly | {{{lần cuối}}}     |
|    |                   |                   |         |    |            |                    |
| TV | Loïc Baal         | 22 tháng 1, 1992  | 12      | 1  | US Créteil | {{{lần cuối}}}     |
|    |                   |                   |         |    |            |                    |
| TĐ | Ludovic Baal      | 25 tháng 5, 1986  | 12      | 3  | Brest      | {{{lần cuối}}}     |
| TĐ | Sloan Privat      | 24 tháng 7, 1989  | 5       | 7  | Sochaux    | {{{lần cuối}}}     |
|    |                   |                   |         |    |            |                    |